# Jan Kupiec
Jan Kupiec (ur. 15 kwietnia 1841 w Bielsku, zm. 11 grudnia 1909 w Łące) – polski poeta, działacz oświatowy i polityczny.

## Rodzina
Urodził się w Bielsku. Jego ojciec Jakub Kupiec był komornikiem pochodzącym ze wsi Łąka koło Pszczyny, do której Jan przybył w 1842 r. po śmierci matki. Wychowywała go ciotka Gruszkowa, którą uważał za swoją matkę, toteż często podpisywał się jako Jan Gruszka. W 1867 r. ożenił się z Katarzyną Jarczok. Przeżył w małżeństwie 42 lata, miał dziewięcioro dzieci.

## Życiorys
Do szkoły podstawowej uczęszczał w Łące, w której nauczycielem i kierownikiem był Kajetan Jarosz. Polubił on swojego pilnego i zdolnego ucznia, który później stał się jego przyjacielem. W 1856 r. zaczął zbierać pieśni. Zajęcie to przysposobiło go do zawodu śpiewaka kościelnego i przerwane zostało z chwilą powołania go do wojska w 1861 r. Przez 3 lata był gwardzistą w Berlinie. W 1866 brał udział w wojnie prusko-austriackiej oraz prusko-francuskiej w latach 1870-1871, z której pozostawił obszerny notatnik.
Początkowo związał się z niemiecką katolicką partią Centrum. Śląsk był w tym okresie areną zainteresowań i penetracji działaczy polskich z poznańskiego, głównie Józefa Chociszewskiego. Kupiec zaczął prenumerować polskie czasopisma zwłaszcza „Przyjaciele ludu" i „Pielgrzymka".
Lata siedemdziesiąte były bardzo aktywne w jego życiu. Nawiązał kontakt z Chociszewskim, sprowadzał książki, prenumerował czasopisma, a później także pisał do nich artykuły. W 1872 roku został aresztowany przez władze pruskie za rozpowszechnianie książki pt. ,,Stary Bóg żyje". W więzieniu spędził 2 tygodnie. Za pośrednictwem poznańskiej ,,Oświaty", zetknął się z akcją Towarzystwa Tanich i Dobrych Książek im. ks. Franciszka Bażyńskiego, w rezultacie w Łące w 1876 roku powstała nowa czytelnia w której między innymi Kupiec sprawował dozór.                                       W okresie 1876–1879 brał udział w pracach komitetów, których zadaniem było niesienie pomocy głodującym na Śląsku.
Z jego inicjatywy końcem 1880 roku założono w Łące bibliotekę, w której pełnił funkcje bibliotekarza. Dzięki staraniom poety liczba książek biblioteki nieprzerwanie rosła. Trzy lata po założeniu księgozbiór liczył ponad 140 tomów. Prywatne zbiory Kupca obejmowały wtedy około 600 książek. Przekazane przez niego książki stanowiły zaczątek innych bibliotek TCL m.in. w Kryrach, Goczałkowicach czy Suszcu. Ściśle współpracował z miejscowym proboszczem ks. A. Philippim. Współpraca ta zaczęła się psuć w 1895 r. zmieniając się w ostry antagonizm. Antagonizm ten ks. Jan Kudera (biograf J. Kupca) wyjaśnił w następujący sposób:„...właściwą przyczyną walki pomiędzy Kupcem i ks. Philippim była polityka, odmienny punkt patrzenia na rolę Polski w historii świata, a szczególnie ludu górnośląskiego w historii Polski". Kupiec związał się z obozem narodowo demokratycznym Wojciecha Korfantego.
Bajki zebrane przez Kupca ukazały się w dwóch wydaniach. Za ich druk był odpowiedzialny poznański komis Wojciecha Simona, wydawcy kilku wielkopolskich czasopism. I oraz II część ukazała się w 1884 roku, III oraz IV w 1885. W roku 1893 opublikowano I i II część, rok później w 1894 III i IV.
26 czerwca 1904 roku odbył na wiec protestacyjny ludu polskiego, który został zorganizowany w odpowiedzi na przygotowaną antypolską ustawę kolonizacyjną. Odbył się on w Szczakowej w Galicyi, w przylegającym do oberży, ogrodzie. Pierwszym mówcą był Jan Kupiec, a wygłoszone tam przez niego główne przemówienie, zostało wysoko ocenione przez słuchaczy: „Była to mowa tak znakomita, a tak rzewna, że niejednemu wycisła łzy z oczu, a tym większe wrażenie tej mowy było, że nie uczony w szkołach, nie pan ją głosił, lecz samouk - chłop polski...” , „...Wygłosił ją strzec 63 letni, lecz z siłą młodzieńca, z ogniem zapału w iskrzących oczach”
6 listopada 1906 miał odbyć się wiec w sprawie religijnego wychowania dziatwy. Do wygłoszenia przemówienia na wiecu został wybrany m.in. Kupiec, jednak z decyzji kardynała Koppa, propruskiego działacza usiłującego zahamować rozwój polskiego ruchu narodowego, wiec został odwołany.
Na początku XX wieku poeta zaczął chorować na astmę. Wolne chwile przeznaczył na pracę oświatową i pisanie. By być obecnym na nabożeństwach, wędrował czasem do sąsiednich wsi. Dopiero pod koniec listopada 1909 roku, musiał pozostać w domu ,z powodu nasilenia się choroby. Zmarł opatrzony świętymi sakramentami, o godzinie 11 przed południem w sobotę 11 grudnia 1909 r. Na tłumnym pogrzebie były wróg, ks. Philippi, wychwalał największego ludowego poetę śląskiego, a cała uroczystość była manifestem ludowym.

## Twórczość
Publikował pod pseudonimami "Topór", "Topór z pszczyńskich lasów" oraz "Janek znad Wisły". Ze względu na jego zainteresowanie śląskim folklorem nazywano go również "chłopskim Kolbergiem". Nadano mu także tytuły ''wieszcz z powiatu pszczyńskiego" oraz ''wieszcz polski" który widniał niegdyś na mogile poety Ważniejsze utwory:
- Powieści i bajki śląskie (1884,1885 oraz 1893, 1894)
- Sejmik w Jassach (1904) – poemat
- Historia baranów (przed 1901) – poemat
- Cyganka (1908) – poemat

## Upamiętnienie
- W 1966 roku, w 125 rocznicę urodzin poety w centrum Łąki odsłonięto pomnik poświęcony Kupcowi na którym widnieje napis; ,,Janowi Kupcowi krzewicielowi polskości, poecie ludowemu w hołdzie społeczeństwo Łąki"
- W 2009 roku, w 100 rocznicę śmierci poety, rada sołecka wraz z Towarzystwem Miłośników Ziemi Pszczyńskiej funduje tablicę pamiątkową na ścianie biblioteki w ŁąceTablica (2024)

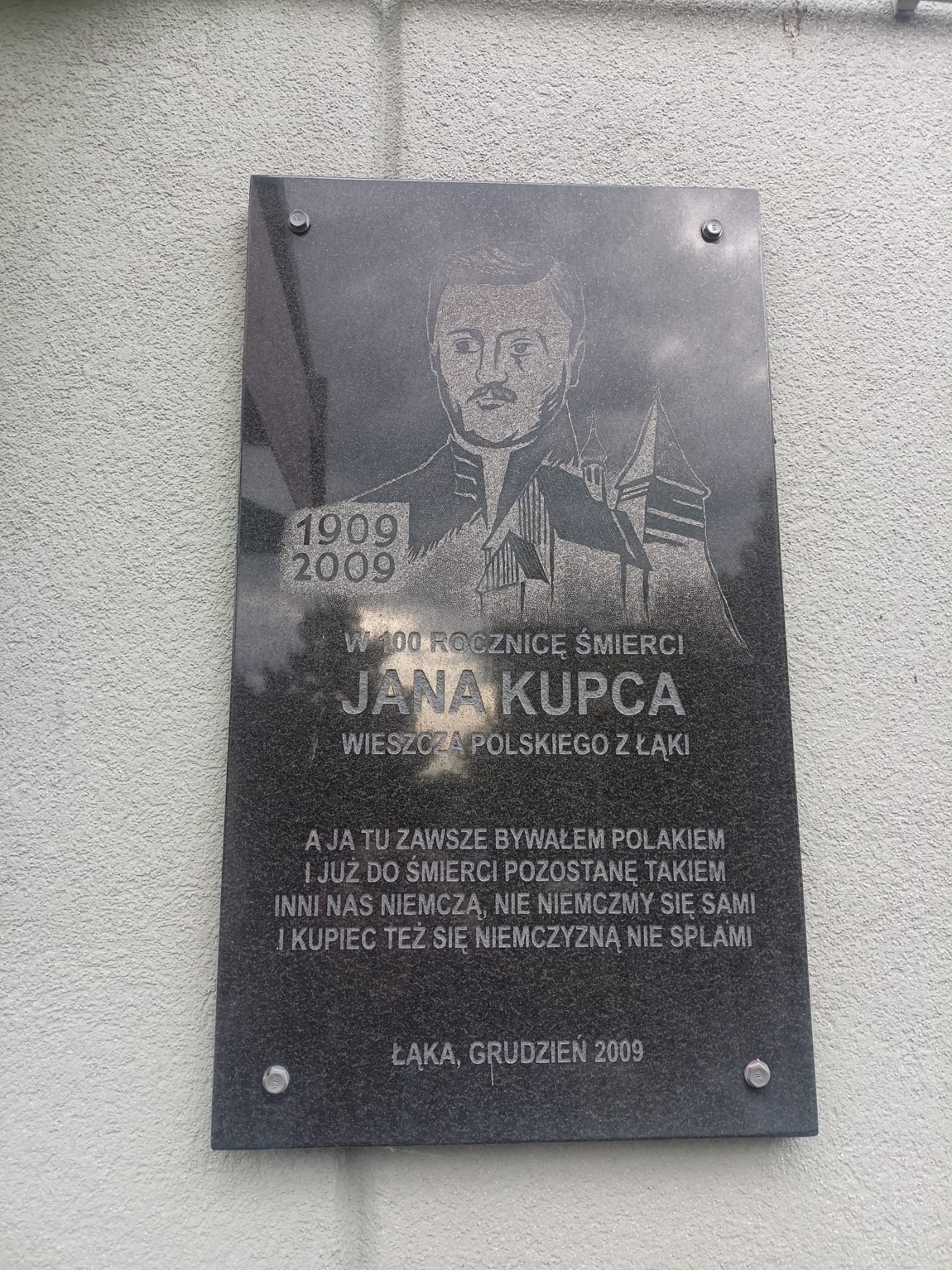
Tablica (2024)

- W 2016 roku, w 175 rocznicę urodzin w Starostwie Powiatowym w Pszczynie została zorganizowana konferencja naukowa pt. ,,Działalność społeczno-kulturalna Jana Kupca z Łąki. W 175 rocznicę urodzin".
- Infrastruktura nazwana na cześć poety:  
  - plac Jana Kupca, Łąka
  - ulica Jana Kupca, Pszczyna
  - ulica Jana Kupca, Katowice
  - ulica Jana Kupca, Zabrze